# Sanktuarium Matki Bożej Szkaplerznej w Dobrej
Sanktuarium Matki Bożej Szkaplerznej w Dobrej – murowana świątynia rzymskokatolicka w Dobrej k. Limanowej, będąca kościołem głównym parafii Matki Bożej Szkaplerznej.

## Historia
Kiedy niewielki drewniany kościół pw. świętych Apostołów Szymona i Judy Tadeusza przestał wystarczać okolicznym mieszkańcom, podjęli oni starania o budowę nowej świątyni. Pierwszą wpłatę na ten cel odnotowano w konsystorzu tarnowskim jeszcze w 1882. Jednak dopiero 99 lat później parafia otrzymała pozwolenie na budowę.
Kościół zaprojektował Wojciech Szczygieł. Nad pracami czuwał ówczesny proboszcz ks. Władysław Tarasek.
Poświęcenie nowego kościoła miało miejsce 24 grudnia 1989. Jego konsekracji dokonał 16 lipca 1991 biskup Józef Życiński. W dniu konsekracji odnotowano cudowne uzdrowienie autora stacji Drogi Krzyżowej Stanisława Ciężadlika, u którego ustąpiła atakująca nogę gangrena.
28 listopada 2013 roku kościół został ogłoszony sanktuarium maryjnym przez biskupa Andrzeja Jeża.

## Architektura
Świątynia Matki Bożej Szkaplerznej jest budowlą murowaną, trójnawową. Wieńczą ją dwie wieże.

## Wnętrze
Wnętrze jest przestronne i jasne. Ściany zdobi polichromia figuralna ze scenami biblijnymi, autorstwa Bolesława Szpechta, oraz drewniane stacje Drogi Krzyżowej, wykonane przez Stanisława Ciężadlika.

### Ołtarze
Ołtarz głównyUmieszczono w nim, przeniesiony ze starego kościoła, obraz Matka Boża Szkaplerzna z 1760. Otaczają go złote promienie. Po bokach umieszczono figury Rodziców Marii – św. Anny i św. Joachima.
Ołtarze boczneW kościele znajdują się trzy ołtarze boczne:
- ołtarz świętych Apostołów Szymona i Judy Tadeusza, poświęcony patronom starego kościoła. W jego centralnej części znajdują się posągi świętych. Poniżej umieszczono płaskorzeźbę Złożenie Jezusa do Grobu.
- ołtarz św. Józefa – z figurą świętego z małym Dzieciątkiem Jezus.
- ołtarz Miłosierdzia Bożego – znajduje się w nim obraz Jezu, ufam Tobie.